# Конио Авена (Ђенова)
Конио Авена је насеље у Италији у округу Ђенова, региону Лигурија.
Према процени из 2011. у насељу је живело 15 становника. Насеље се налази на надморској висини од 972 м.